# Джошуа Данклі-Сміт
Джошуа Данклі-Сміт  (англ. Joshua Dunkley-Smith, 28 червня 1989) — австралійський веслувальник, олімпієць.
Призер чемпіонату світу.

## Виступи на Олімпіадах
| Олімпіада   | Дисципліна                        | Місце  |
| ----------- | --------------------------------- | ------ |
| Лондон 2012 | четвірка розстібна без стернового | Срібло |
| Ріо 2016    | четвірка розстібна без стернового | Срібло |